# رایلیسبرگ (ایندیانا)
رایلیسبرگ (به انگلیسی: Rileysburg) یک منطقهٔ مسکونی در ایالات متحده آمریکا است که در شهرستان ورمیلیون، ایندیانا واقع شده‌است. رایلیسبرگ ۱۹۸ متر بالاتر از سطح دریا واقع شده‌است.